# Сафи
Сам Мирза (перс. سام میرزا), познатији по свом династичком имену Шах Сафи (перс. شاه صفی‎‎) је био шести владар (шах) Персије из династије Сафавида. Владавина му је трајала од 1629. до 1642. године.

## Детињство и младост
Сафију је дато име Сам Мирза када је рођен. Он је био син Мухамеда Бакира Мирзе, који је био најстарији син шаха Абаса I. 1615. године, Абас је наредио да се Мухамед Бакир убије, јер се плашио да ће га син свргнути са трона. Током следећих година, сумњиви Абас је убио или ослепео своје друге синове, остављајући свог унука Сафија за наследника престола.

## Владавина
Сафи је крунисан 28. јануара 1629. године као нови шах Сафавида, тада је имао 18 година. Он је немилосрдно елиминисао сваког ко је био претња његовој моћи, погубивши готово све Сафавидске принчеве као и неколико генерала и команданата. Сафи је посвећивао мало пажње пословној влади и није имао културне и интелектуалне интересе (никада није научио да чита или да правилно пише), радије је проводио своје време пијући вино или уживајући у својој зависности од опијума. Наводно је међутим, као и његов деда, забранио да се Дувански дим употребљава у Сафавидском царству. Свако ко би прекршио заповест, био би погубљен. Османлијски султан Мурат IV је увео сличан закон.
Доминантна политичка фигура током Сафијеве владавине је био Сару Тачи, он је био изабран за великог везира 1634. године. Сару Тачи је врло ефикасно одржавао велики приход за државу, али је умео да буде аутократак и арогантан.
Током 1635. године, Сафавидска моћ је нагло опала. Султан Мурат IV је успео да освоји Реван, Табриз и Азербејџан. Шах Сафи је покушао да дође до мирних споразума са султаном Муратом IV, али он није прихватао Сафијеве предлоге. Коначни слом Сафавидске војске је био када је султан Мурат освојио и Багдад 1638. године. Рат између Османлија и Сафавида завршио се следеће 1639. године.
Шах Сафи је преминуо 12. маја 1642. године од претераног алкохолизма. Сахрањен је у Кому, а на престолу га је наследио син Абас II.